# Madge Sinclairová
Madge Dorita Sinclairová (28. dubna 1938 Kingston, Jamajka – 20. prosince 1995 Los Angeles, Kalifornie), dívčím jménem Waltersová, byla jamajsko-americká herečka.
Pracovala na Jamajce jako učitelka, v roce 1968 se přestěhovala do New Yorku, kde zahájila svoji hereckou kariéru. Před kamerou debutovala v roce 1972, v průběhu 70. let byla obsazovaná do menších rolí. V roce 1977 hrála v minisérii Kořeny, za což byla nominována na Emmy, o rok později se objevila ve snímku Konvoj. V letech 1980–1986 hrála sestru Ernestine Shoopovou v seriálu Trapper John, M.D., roku 1986 dostala cameo roli kapitána hvězdné lodi USS Saratoga ve filmu Star Trek IV: Cesta domů. Objevila se dále např. ve filmu Cesta do Ameriky (1988) nebo v seriálu Oheň Gabrielův (1990–1991), díky němuž dostala za roli Josephine v roce 1991 cenu Emmy pro nejlepší herečku ve vedlejší roli v dramatickém seriálu. V roce 1993 zahrála v epizodě „Lidská sonda“ seriálu Star Trek: Nová generace postavu Silvy La Forgeové, kapitána lodi USS Hera a matku Geordiho La Forge. O rok později propůjčila svůj hlas Simbově matce v animovaném snímku Lví král.
Zemřela v roce 1995 na leukemii.